# Фердис
Ферди́с (перс. فردیس‎) — город на севере Ирана, в остане Альборз.Административный центр шахрестана Фердис. Является частью бахша Меркези.

## История
Город был выделен из состава Третьего городского округа Кереджа в 2013 году.

## География
Город находится в юго-восточной части Альборза, к югу от гор Эльбурс, южнее Кереджа, административного центра провинции. Абсолютная высота — 1276 метров над уровнем моря.

## Климат
Климат города характеризуется как холодный семиаридный (BSk в классификации климатов Кёппена). Среднегодовая температура воздуха составляет 15 °C. Средняя температура самого холодного месяца (января) составляет 0,9 °С, самого жаркого месяца (августа) — 27,6 °С. Расчётная многолетняя норма осадков — 251 мм.

## Население
По данным переписи 2016 года население Фердиса составляло 181 174 человека (90 573 мужчины и 90 601 женщина). Насчитывалось 58 953 домохозяйства.